# Zygmunt Łakomiec

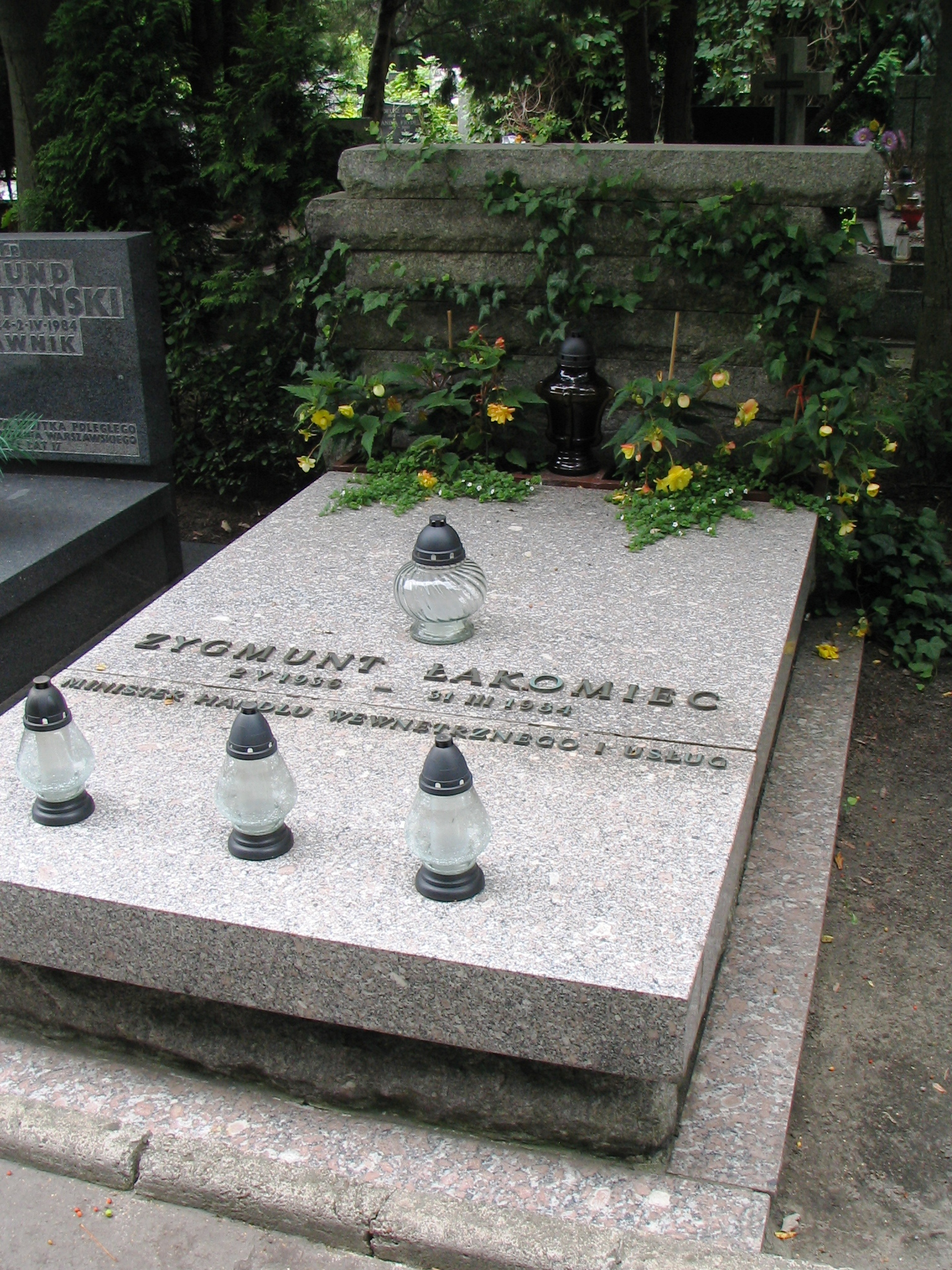
Grób Zygmunta Łakomca na Powązkach; Warszawa, 23 lipca 2008

Zygmunt Łakomiec (ur. 2 maja 1936 w Brzezinkach, zm. 31 marca 1984) – polski ekonomista i polityk, minister handlu wewnętrznego i usług (1981, 1982–1984).

## Życiorys
Syn Jana i Katarzyny. W 1957 ukończył studia w Wyższej Szkole Ekonomicznej w Krakowie. W latach 1949–1956 należał od Związku Młodzieży Polskiej, a od 1952 do 1956 do Zrzeszenia Studentów Polskich. W 1959 został członkiem Polskiej Zjednoczonej Partii Robotniczej.
W latach 1957–1974 pracował jako planista w Prezydium Wojewódzkiej Rady Narodowej w Kielcach, od 1963 jako kierownik wydziału handlu i usług. Następnie rozpoczął pracę w Ministerstwie Handlu Wewnętrznego i Usług, do 1981 dyrektor departamentu, a w 1981 dyrektor generalny, w latach 1981–1982 I zastępca ministra. W 1981 i od 1982 do śmierci był ministrem handlu wewnętrznego i usług w rządzie Wojciecha Jaruzelskiego.
Zginął w wypadku samochodowym pod Kielcami. Pochowany na cmentarzu Powązki Wojskowe w Warszawie (kwatera A32-tuje-11).

## Odznaczenia
- Złoty Medal „Za zasługi dla obronności kraju” (1976)[2]